# Zapasy na Igrzyskach Afrykańskich 1987
Zapasy na Igrzyskach afrykańskich w 1987 odbywały się w dniu 2 sierpnia w Nairobi.

## Tabela medalowa
| Poz. | Państwo   |    |    |    | Razem: |
| ---- | --------- | -- | -- | -- | ------ |
| 1    | Egipt     | 11 | 1  | 6  | 18     |
| 2    | Nigeria   | 4  | 5  | 1  | 10     |
| 3    | Senegal   | 3  | 3  | 1  | 7      |
| 4    | Tunezja   | 1  | 4  | 5  | 10     |
| 5    | Algieria  | 1  | 4  | 2  | 6      |
| 5    | Kenia     | 0  | 3  | 1  | 4      |
| 7    | Kamerun   | 0  | 0  | 3  | 3      |
| 8    | Mauritius | 0  | 0  | 1  | 1      |
| Poz. | Razem:    | 20 | 20 | 20 | 60     |

## Wyniki mężczyźni

### styl wolny
| Waga   | Złoto:               | Srebro:            | Brąz:                     |
| 48 kg  | Amos Ojo             | Djabauah           | Tarik Ibrahim             |
| 52 kg  | Garba Lame           | Talla Diaw         | Mansour Douissi           |
| 57 kg  | Abdelhalim Hachaichi | Abdelkader Bahloul | Odamo Sunday              |
| 62 kg  | Sabir Ahmad Hafiz    | Eugene Osuegbu     | Habib Lakhal              |
| 68 kg  | Muhammad al-Chudari  | Mohammed Babangida | Kais Ben Salah            |
| 74 kg  | Monday Eguabor       | Djiby Diouf        | Muhsin Sa’id              |
| 82 kg  | Ali Dżabr            | Victor Kodei       | Kamel Hammiche            |
| 90 kg  | Zouhair Seghaier     | Christian Iloanusi | Zaki Fauda                |
| 100 kg | Jackson Bidei        | Ambroise Sarr      | Abd al-Kadir Salah ad-Din |
| 130 kg | Mamadou Sakho        | Olulu Dagu         | Adil Hasan                |

### styl klasyczny
| Waga   | Złoto:                      | Srebro:            | Brąz:               |
| 48 kg  | Aszraf Abd al-Fattah        | Lamach Simon       | Mwanja Kombe        |
| 52 kg  | Sami Kamal Mursi            | Ali Houimli        | James Kisusya       |
| 57 kg  | Imad ad-Din Abd ar-Rahman   | Abdelkader Bahloul | Bachir Chikhi       |
| 62 kg  | Abd al-Latif Abd al-Latif   | Mazuz Bin Dżada    | Habib Lakhal        |
| 68 kg  | Szaban Abd al-Wahhab Szaban | Abdelkarim Naamani | Kais Ben Salah      |
| 74 kg  | Sabir Dżabir                | Richard Tanui      | Djiby Diouf         |
| 82 kg  | Rafat Su’udi                | Kamel Hammiche     | Barthelmy Nto       |
| 90 kg  | Kamal Ibrahim               | Zouhair Seghaier   | Jean Youmbi         |
| 100 kg | Ambroise Sarr               | Donald Maisiba     | Ahmad Abd al-Maksud |
| 130 kg | Mamadou Sakho               | Hasan al-Haddad    | Ramsaran Navind     |